# Abbas al-Musawi
Abbas al-Musawi (ur. 1952, zm. 16 lutego 1992) – wpływowy radykalny szyicki działacz, lider ruchu Hezbollah w Libanie. Zabity w wyniku operacji specjalnej wojsk izraelskich w 1992 roku.

## Życiorys
Pochodził ze wsi w dolinie Bekaa, w płn.-zach. części Libanu. Odebrał wykształcenie religijne w irackim Nadżafie, gdzie znalazł się pod wpływem radykalnych idei ajatollaha Chomeiniego. Do Libanu powrócił w 1978 r.
W 1991 Musawi był wybrany generalnym sekretarzem partii Hezbollah. Zastąpił na tym stanowisku zwolennika okrutnych metod szejka Subhiego at-Tufajli. Będąc mniej radykalny w metodach od poprzednika, spodziewał się uzyskania szerszego poparcia w społeczeństwie, był niemniej zadeklarowanym przeciwnikiem istnienia państwa Izrael.
16 lutego 1992 roku izraelskie śmigłowce ostrzelały w południowym Libanie kolumnę samochodów, w rezultacie czego Musawi, jego żona, syn i czworo towarzyszy zginęło. Izraelskie oficjalne źródła podały, iż nie był to atak przypadkowy, ale specjalnie zaplanowany i przeprowadzony w celu likwidacji szefa Hezbollahu. W odpowiedzi na ten czyn radykalna grupa zbrojna Islamski Dżihad zorganizowała atak na izraelską ambasadę w Buenos Aires.
Po śmierci Musawiego na stanowisku sekretarza generalnego Hezbollahu zastąpił go Hasan Nasr Allah.